# श
Cette page contient des caractères spéciaux ou non latins. S’ils s’affichent mal (▯, ?, etc.), consultez la page d’aide Unicode.
श, appelé ça et transcrit ś, est une consonne de l’alphasyllabaire devanagari.

## Représentations informatiques
Ses Unicode sont :
| formes | représentations | chaînes de caractères | points de code | descriptions                                    |
| ------ | --------------- | --------------------- | -------------- | ----------------------------------------------- |
| pleine | श               | श                     | U+0936         | lettre devanagari ça                            |
| morte  | श्               | श◌्                    | U+0936 U+094D  | lettre devanagari ça, symbole devanagari virama |